# Wiednoje (obwód twerski)
Wiednoje (ros. Ведное) – wieś (sieło) w Rosji, w obwodzie twerskim, w rejonie ramieszkowskim. W 2021 liczyła 434 mieszkańców.